# Allianzvertrag von Stettin

Europa im Jahr 1701

Der Allianzvertrag von Stettin wurde von den Monarchen des Kurfürstentums Hannover Georg I. und des Königreichs Preußen am 16. / 27. April 1715 unterzeichnet. Seine Kernbestimmungen richteten sich gegen Schweden.
Bündnisverträge

Preobraschenskoje (1699) • Dresden (1699) • Narva (1704) • Dresden (1709) • Thorn (1709) • Kopenhagen (1709) • Hannover (1710) • Lutsk (1711) • Adrianopel (1713) • Schwedt (1713) • Stettin (1715) • Berlin (1715) • Greifswald (1715)
Friedensverträge

Traventhal (1700) • Warschau (1705) • Altranstädt (1706) • Pruth (1711) • Frederiksborg (1720) • Stockholm (1719) • Stockholm (1720) • Nystad (1721)  • Stockholm (1729)
Kapitulationen

Estland und Livland (1710)

## Vertragsverhandlungen

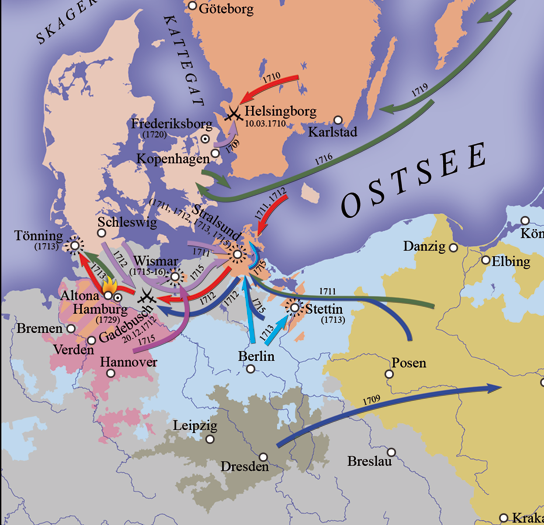
Norddeutscher Kriegsschauplatz zwischen 1711 und 1715

Am 11. November 1714 hatten sich Preußen und Hannover in einer Punktation auf die Vertreibung Schwedens aus dem Reichsterritorium geeinigt. Dieser Übereinkunft sollte ein förmlicher Vertrag folgen, für den ein erster Entwurf am 27. Dezember 1714 durch den hannoverschen Residenten Kriegsrat J. W. Heusch (geb. um 1652) in Berlin übergeben wurde. Die Unterzeichnung ließ auf sich warten, da Hannover zuvor mit Dänemark zu einer Übereinkunft über Bremen kommen wollte. Zudem war strittig, inwieweit Preußen zu einer Entschädigung Gottorfs herangezogen werden musste und wie detailliert die Hannoveraner Militärhilfe in den Vertrag aufgenommen werden sollte.
Der gegen Schweden gerichtete Bündnisvertrag zwischen Hannover und Preußen beinhaltete eine Aufteilung der schwedischen Provinzen in Norddeutschland. Hannover sollte bei siegreichem Kriegsende die Herzogtümer Bremen und Verden, Preußen Vorpommern mit Stettin bis zum Fluss Peene, die Städte Demmin, Anklam und Wolgast sowie die Inseln Usedom und Wollin. Damit war eine Absprache über die Zukunft der schwedischen Provinzen auf dem Reichsboden getroffen, die durch die Friedensverträge 1719/1720 bestätigt wurde. Bedeutung hatte das Abkommen, das neben territorialen Regelungen auch militärischen Beistand gegen Schweden festschrieb, für Hannover hinsichtlich der diplomatischen Komplikationen mit Dänemark über den Erwerb Bremens.

## Ausfertigungen
Im Feldlager bei Stettin während des Pommernfeldzugs erfolgte am 30. Mai 1715 die Vertragsausstellung durch Friedrich Wilhelm I. Preußischerseits unterzeichnete weiterhin Heinrich Rüdiger von Ilgen Kabinettsminister des auswärtigen Departements. Das zweite Instrument wurde von Georg I. am 16. / 27. April 1715 zu St. James ausgestellt.

## Vertragsinhalt
Erreichung eines Friedens mit Schweden. Mangelnder Friedenswillen Schwedens.
- Artikel 1 Wiederherstellung des Friedens. Vertreibung Schwedens vom Reichsboden.
- Artikel 2 Aufteilung der bislang schwedischen Provinzen. Pommern bis zur Peene zu Preußen.
- Artikel 3 Bremen und Verden an Hannover.
- Artikel 4 Zugehörigkeit Vorpommerns zwischen Peene und Ostsee soll in Absprache mit Dänemark geklärt werden.
- Artikel 5 Gebietsausgleich zwischen Preußen und Hannover.
- Artikel 6 Preußen erhält auf Verlangen 6000 Mann Unterstützung.
- Artikel 7 Hannover erhält auf Verlangen preußische Unterstützung von 8000 Mann.
- Artikel 8 Militärische Beistandspflicht.
- Artikel 9 Einsatz der Hilfstruppen.
- Artikel 10 Ausweitung des Bündnisses.
- Artikel 11 Gemeinsamer Kriegseinsatz.
- Artikel 12 Aufreibung der Schweden in Pommern. Abschneiden Schwedens von militärischer Hilfe aus dem Westen.
- Artikel 13 Unterstützung Sachsens im Falle eines schwedischen Angriffs.
- Artikel 14 Einbeziehung des Kaisers, Dänemarks, Sachsen-Polens.
- Artikel 15 Mitteilung an den Zaren.
- Artikel 16 Gottorf.